# ...Famous Last Words...
 Denne artikel omhandler Supertramp's album. Opslagsordet har også en anden betydning, se Famous Last Words.
...Famous Last Words... er det ottende album af den progressive rockgruppe Supertramp, og blev udgivet i oktober 1982.
Albummet var opfølgeren til Breakfast in America fra 1979 og blev det sidste med guitarist/sanger/keyboardist Roger Hodgson.
Forholdet mellem Hodgson og Rick Davies var blevet mere anspændt. De kæmpede dagligt om den musikalske, kreative og personlige retning de skulle tage i løbet af indspilningsprocessen for Famous Last Words. 
Albummet blev hovedsageligt indspillet og mixet i Hodgsons hus kaldet Unicorn Studios i Nevada City, Californien da han ikke ønskede at efterlade sin kone, sin 2-årige datter Heidi og nyfødte søn Andrew. Davies ordnede sine sangdele i sit eget hjemmestudie kaldet The Backyard Studios i Encino, Californien. Andre overspilninger blev foretaget på Bill Schnee Recording Studios i Los Angeles.
...Famous Last Words... blev #5 på Billboard Pop Albums Charts i 1982, solgte en million eksemplarer i USA og vandt platin ifølge bandets pladeselskab A&M Records, selvom RIAA kun har ...Famous Last Words... opskrevet som guldvinder i USA.
Der blev udgivet en remastered cd-version af albummet 30. juli 2002 hos A&M Records.

## Trivia
- ...Famous Last Words... var det første album hvor trommeslager Bob Siebenbergs efternavn var stavet korrekt, efter han tidligere var blevet angivet som Bob C. Benberg.

- Den sidste sang som Roger Hodgson indspillede med Supertramp hed ironisk nok Don't Leave Me Now. Nummeret var også tilfældigvis det afsluttende ekstranummer ved hans sidste koncert med Supertramp i Los Angeles i september 1983.

## Spor
Famous Last Words var også det første album siden "Crime of the Century" fra 1974, hvorpå det blev tydeliggjort hvilke sange der var af Hodgson og hvilke der var af Davies i pladeomslaget, selvom alle sangene teknisk set stadig var skrevet af Rick Davies/Roger Hodgson i noterne.
1. "Crazy" (Hodgson) – 4:44
  - Sang: Roger Hodgson
2. "Put on Your Old Brown Shoes" (Davies) – 4:22
  - Sang: Rick Davies plus Roger Hodgson, Ann Wilson og Nancy Wilson
3. "It's Raining Again" (Hodgson) – 4:24
  - Sang: Roger Hodgson
4. "Bonnie" (Davies) – 5:37
  - Sang: Rick Davies
5. "Know Who You Are" (Hodgson) – 4:59
  - Sang: Roger Hodgson
6. "My Kind of Lady" (Davies) – 5:15
  - Sang: Rick Davies
7. "C'est le Bon" (Hodgson) – 5:32
  - Sang: Roger Hodgson
8. "Waiting So Long" (Davies) – 6:34
  - Sang: Rick Davies
9. "Don't Leave Me Now" (Hodgson) – 6:24
  - Sang: Roger Hodgson

## Musikere
- Rick Davies – keyboards, sang
- John Helliwell – saxofoner, keyboards, melodica solo i midten af It's Raining Again, baggrundssang
- Roger Hodgson – guitarer, keyboards, sang
- Bob Siebenberg – trommer
- Dougie Thomson – bas

Yderligere musikere
- Clair Diament – sang, baggrundssang
- Ann Wilson – sang, baggrundssang
- Nancy Wilson – sang, baggrundssang

## Hitlister
Album – Billboard (USA)
| År   | Hitliste   | Placering |
| ---- | ---------- | --------- |
| 1982 | Pop Albums | 5         |

Singler – Billboard (USA)
| År   | Single             | Hitliste           | Placering |
| ---- | ------------------ | ------------------ | --------- |
| 1982 | Crazy              | Mainstream Rock    | 10        |
| 1982 | Don't Leave Me Now | Mainstream Rock    | 32        |
| 1982 | It's Raining Again | Adult Contemporary | 5         |
| 1982 | It's Raining Again | Mainstream Rock    | 7         |
| 1982 | It's Raining Again | Pop Singles        | 11        |
| 1982 | Waiting So Long    | Mainstream Rock    | 30        |
| 1983 | My Kind of Lady    | Adult Contemporary | 16        |
| 1983 | My Kind Of Lady    | Pop Singles        | 31        |